# Stanislav Karasi
Stanislav Karasi (Belgrado, 8 de noviembre de 1946) es un entrenador y ex–jugador serbio de fútbol que se desempeñó como delantero.

## Selección nacional
Con la selección de fútbol de Yugoslavia jugó diez partidos y marcó cuatro goles.

### Participaciones en Copas del Mundo
Karasi solo disputó una Copa del Mundo: Alemania Federal 74 donde marcó dos goles, uno de ellos ante Polonia para el 1–1 por el grupo B.
| Mundial                        | Sede                | Resultado     | PJ | Goles |
| ------------------------------ | ------------------- | ------------- | -- | ----- |
| Copa Mundial de Fútbol de 1974 | Alemania Occidental | Segunda ronda | 4  | 2     |